# エスタディオ・サン・カルロス・デ・アポキンド
1988年より、エスタディオ・サン・カルロス・デ・アポキンド は、チリのサッカークラブ ウニベルシダ・カトリカ のホームスタジアムとなっている。このスタジアムでは、国内および国際大会の試合が行われ、チリ代表サッカー選手の公式試合の会場でもあった。